# Batalla de Dathin
La Batalla de Dathin en árabe داث) fue una batalla menor durante las guerras árabo-bizantinas entre el Califato Rashidun y el Imperio bizantino en febrero de 634, pero se hizo muy famosa en la literatura de la época.
La batalla tuvo lugar después de una serie de incursiones árabes alrededor de Gaza. El comandante bizantino, dux y candidato, Sergio reunió un pequeño destacamento de soldados, debido a la escasez de tropas, y dirigió ese ejército montado desde su base en Cesárea a unos 125 kilómetros al sur hasta los alrededores de Gaza. Desde allí procedió contra una fuerza árabe numéricamente superior y comandada por Amr ibn al-As. Las fuerzas contrarias se reunieron en la aldea de Dathin el 4 de febrero, no lejos de Gaza. Los bizantinos fueron derrotados y el propio candidato Sergius murió en la batalla, junto con 300 de sus soldados. La batalla también se cobró la vida de 4000 civiles.
Según la casi contemporánea  Doctrina Jacobi nuper baptizati, la victoria musulmana fue celebrada por los judíos locales, que habían sido una minoría perseguida dentro del Imperio romano.